# القمة العربية 1979 (تونس)
القمة العربية 1979 مؤتمر تونس- 1979 عقد في تونس في 20 نوفمبر 1979، بدعوة من الرئيس الحبيب بورقيبة. صدر عن المؤتمر بيان ختامي فيه مجموعة من القرارات، منها:
- الصراع مع إسرائيل طويل الأمد، وهو عسكري وسياسي واقتصادي وحضاري.
- تجديد الإدانة العربية لاتفاقيتي كامب ديفيد.
- التصدي لمؤامرة الحكم الذاتي، وتوسيع نطاق التضامن العالمي مع نضال الشعب الفلسطسني، من أجل إفشال مخططات الاحتلال الصهيوني وهزيمته.
- التصدي لنقل العاصمة الإسرائيلية إلى القدس.
- إدانة سياسة الولايات المتحدة الأميركية، واعتبارها تؤثر سلبا على العلاقات والمصالح بين الدول العربية والولايات المتحدة الأمريكية.
- إدانة العدوان الإسرائيلي على الجنوب اللبناني، والتأكيد على سيادة لبنان واستقلاله ووحدته الوطنية.
- إدانة قرارا النظام المصري بتزويد إسرائيل من مياه النيل.
- استمرار إحكام المقاطعة للنظام المصري.
- تعمير لبنان، ومساعدة الفلسطينيين في الجنوب اللبناني.